# Juddskär
Juddskär är en ö i Åland (Finland). Den ligger i Skärgårdshavet och i kommunen Hammarland i landskapet Åland, i den sydvästra delen av landet. Ön ligger omkring 27 kilometer nordväst om Mariehamn och omkring 290 kilometer väster om Helsingfors.
Öns area är 50,2 hektar och dess största längd är 1,5 kilometer i nord-sydlig riktning. Ön höjer sig omkring 15 meter över havsytan. I omgivningarna runt Juddskär växer i huvudsak blandskog.
Runt Juddskär är det glesbefolkat, med 11 invånare per kvadratkilometer.